# بولين بيترز
بولين بيترز (بالإنجليزية: Pauline Peters)‏ هي ممثلة بريطانية، ولدت في 28 أغسطس 1896 في المملكة المتحدة.

## وصلات خارجية
- بولين بيترز على موقع IMDb (الإنجليزية)
- بولين بيترز على موقع أول موفي (الإنجليزية)
- بولين بيترز على موقع كينوبويسك (الروسية)